# Achondrostoma salmantinum
Achondrostoma salmantinum är en fiskart som beskrevs av Ignacio Doadrio och Elvira 2007. Achondrostoma salmantinum ingår i släktet Achondrostoma och familjen karpfiskar. IUCN kategoriserar arten globalt som starkt hotad. Inga underarter finns listade i Catalogue of Life.

## Bildgalleri

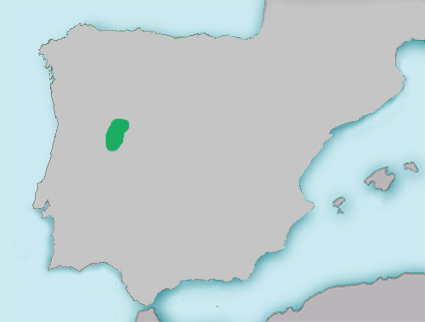
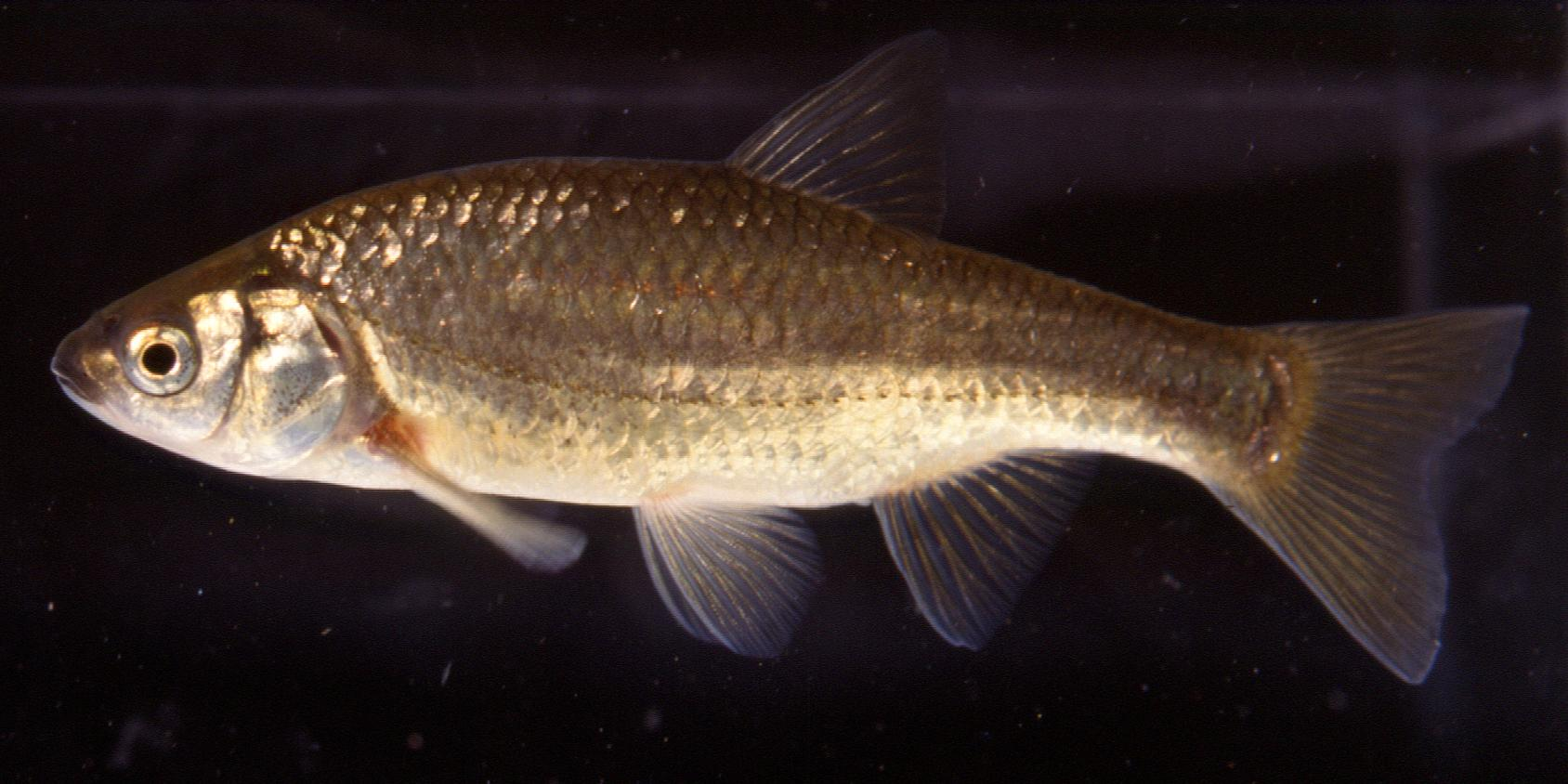